# Passage Frederick
Pour les articles homonymes, voir Frederick.
Le passage Frederick est un bras de mer du Sud-Est de l'Alaska aux États-Unis.

## Description
Aussi appelé passage prince Frederick Il est situé dans l'archipel Alexandre dans l'Alaska du Sud-Est, et sépare l'île Kupreanof au sud et l'île de l'Amirauté au nord.
Son nom lui a été donné par George Vancouver en 1794, en l'honneur de Frederick d'York.
C'est un endroit très apprécié pour l'observation des baleines en été, et un passage très fréquenté pour les ferries et les bateaux de croisière.
Il héberge le phare des îles Five Finger.

## Sources et références
- (en) « Passage Frederick », Geographic Names Information System

- (en) Cet article est partiellement ou en totalité issu de l’article de Wikipédia en anglais intitulé « Frederick Sound » (voir la liste des auteurs).